# Coalició Nacional de Suport als Jueus d'Euràsia
La Coalició Nacional de Suport als Jueus d'Euràsia (en anglès: National Coalition Suporting Eurasian Jewry) (NCSEJ), (en rus: Национальная коалиция в поддержку евроазиатского еврейства), anteriorment coneguda com: Conferència Nacional de Suport als Jueus Soviètics (NCSJ) (en rus: Национальная конференция для советского еврейства), és una organització dels Estats Units que treballa per les llibertats i drets dels jueus de Rússia, Ucraïna, Belarús, les Repúbliques Bàltiques i Euràsia. L'organització va néixer de la conferència jueva americana per als jueus soviètics. L'associació disposa de personal pagat i va tenir un paper important en el moviment jueu soviètic, incloent l'aprovació d'iniciatives legislatives com l'esmena Jackson-Vanik. L'organització té la seu central a Washington DC, al Districte de Columbia. L'associació és una organització paraigua que te al voltant de 50 organitzacions nacionals i més de 300 federacions locals, consells comunitaris i comitès. El president de l'organització és Stephen Greenberg, i el president executiu (CEO) és Alexander Smukler.

## Història
La NCSEJ va néixer a partir de la conferència jueva americana per als jueus soviètics, que es va reunir per primera vegada a l'octubre de 1963. Entre els presents es trobaven els següents: Saúl Bellow, Martin Luther King Jr., Herbert Lehman, el bisbe James Pike, Walter Reuther, Norman Thomas i Robert Penn Warren. A això li va seguir a l'abril de 1964 la lluita dels estudiants en favor dels jueus soviètics. La conferència va ser formalment establerta en 1971, el nom va ser canviat a NCSJ el 13 de desembre de 1971. El jueu Jerry Goodman va ser el director executiu de NCSJ, i va dirigir l'organització fins a l'any 1988. L'organització va ajudar a enllaçar l'emigració jueva amb les restriccions comercials, la qual cosa va provocar un augment de la immigració de jueus procedents de l'antiga Unió Soviètica a Israel als anys 1970. NCSJ va organitzar una marxa pels drets humans i en favor dels jueus soviètics el 6 de desembre de 1987, el dia anterior a la reunió entre Ronald Reagan i Mikhaïl Gorbatxov. Prop de 250.000 persones eren allà, entre elles cal esmentar a: George H. W. Bush, Yuli Edelstein i Natan Xaranski.